# Valeri Samojin
Valeri Borísovich Samojin (en ruso: Валерий Борисович Самохин; Kámianka-Dniprovska, 8 de junio de 1947 - 27 de febrero de 2015) fue un futbolista ucraniano que jugaba en la demarcación de portero.

## Biografía
Debutó como futbolista en 1966 con el PFK Metalurg Zaporizhia. Jugó tan sólo un año y un total de dos partidos, hasta que en 1968 fichó por el SC Odesa. Posteriormente pasó al FC Kryvbas, de nuevo durante un año. En 1972 fue traspasado al FC Dinamo de Kiev, donde jugó hasta 1975. En la temporada 1973/1974 ganó la Primera División de la Unión Soviética y la Copa de la Unión Soviética. Un año después se hizo de nuevo con la Primera División de la Unión Soviética, con la Recopa de Europa y con la Supercopa de Europa únicos dos títulos continentales que posee. Posteriormente jugó para el FC Lokomotiv Moscú y para el FC Elektrometalurh-NZF Nikopol, donde dejó su carrera como futbolista. Dos años después volvió a los terrenos de juego para entrenar al primer equipo del FC Zirka Kirovohrad por un año. En 1986, el FC Ros Bila Tserkva le contrató de nuevo como jugador, retirándose finalmente.
Falleció el 27 de febrero de 2015 a los 67 años de edad.

## Clubes

### Como futbolista
| Club                           | País           | Año       | Partidos | Goles |
| ------------------------------ | -------------- | --------- | -------- | ----- |
| PFK Metalurg Zaporizhia        | RSS de Ucrania | 1966-1967 | 2        | 0     |
| SC Odesa                       | RSS de Ucrania | 1968-1969 | 69       | 0     |
| FC Kryvbas                     | RSS de Ucrania | 1970-1971 | 73       | 0     |
| FC Dinamo de Kiev              | RSS de Ucrania | 1972-1975 | 31       | 0     |
| FC Lokomotiv Moscú             | RSFS de Rusia  | 1976-1979 | 91       | 0     |
| FC Elektrometalurh-NZF Nikopol | RSS de Ucrania | 1980      | 23       | 0     |
| FC Ros Bila Tserkva            | RSS de Ucrania | 1986      | 4        | 0     |

### Como entrenador
| Club                | País           | Año       |
| ------------------- | -------------- | --------- |
| FC Zirka Kirovohrad | RSS de Ucrania | 1982-1983 |

## Palmarés

### Campeonatos nacionales
| Título                                 | Club              | País    | Año  |
| -------------------------------------- | ----------------- | ------- | ---- |
| Primera División de la Unión Soviética | FC Dinamo de Kiev | Ucrania | 1974 |
| Primera División de la Unión Soviética | FC Dinamo de Kiev | Ucrania | 1975 |
| Copa de la Unión Soviética             | FC Dinamo de Kiev | Ucrania | 1974 |

### Campeonatos internacionales
| Título              | Club              | País    | Año  |
| ------------------- | ----------------- | ------- | ---- |
| Recopa de Europa    | FC Dinamo de Kiev | Ucrania | 1975 |
| Supercopa de Europa | FC Dinamo de Kiev | Ucrania | 1975 |